# Lucifuga simile
Lucifuga simile é uma espécie de peixe da família Bythitidae.
É endémica de Cuba.